# Суперкубок Сан-Марино з футболу 1988
Суперкубок Сан-Марино з футболу 1988 — 3-й розіграш турніру, який в той час мав назву Трофео Федерале. Переможцем вперше став Віртус.

## Учасники
- Чемпіонат Сан-Марино:
  - Чемпіон: Тре Фйорі
  - Віце-чемпіон: Віртус
- Кубок Сан-Марино:
  - Володар: Доманьяно
  - Фіналіст: Ла Фіоріта

## Півфінали
| Команда 1 | Рахунок | Команда 2  |
| --------- | ------- | ---------- |
| Тре Фйорі | +:-     | Ла Фіоріта |
| Доманьяно | -:+     | Віртус     |

## Фінал
| Команда 1 | Рахунок | Команда 2 |
| --------- | ------- | --------- |
| Віртус    | 4:3     | Тре Фйорі |